# 我現在要出征
《我現在要出征》（Den Tapre Landsoldat，意譯為「英勇的戰士」），是一首源於丹麥的軍歌，作曲者是Emil Hornemann，作詞者是Peter Faber。

## 背景
這首歌的背景是1848年4月10日爆發的博夫會戰，當時日耳曼邦聯希望統一所有德語國家，於是在普魯士王國煽動什勒斯維希公國脫離丹麥，就丹麥立場而言，此事屬於叛亂，也就成為不得不打的仗了。

## 應用
中華民國總統候選人韓國瑜將此曲作為其競選歌曲。